# Kalînivka, Starokosteantîniv
Kalînivka (în ucraineană Калинівка) este un sat în comuna Serbînivka din raionul Starokosteantîniv, regiunea Hmelnîțkîi, Ucraina.

## Demografie
Componența lingvistică a localității Kalînivka
     Ucraineană (96,24%)
     Rusă (3,38%)
     Alte limbi (0,38%)
Conform recensământului din 2001, majoritatea populației localității Kalînivka era vorbitoare de ucraineană (96,24%), existând în minoritate și vorbitori de rusă (3,38%).